# Eritrean Airlines
Eritrean Airlines ist die staatliche Fluggesellschaft Eritreas mit Sitz in Asmara und Basis auf dem Flughafen Asmara.

## Geschichte
Eritrean Airlines wurde 1991 während des Übergangs zur Unabhängigkeit Eritreas gegründet, bestand in den ersten Jahren jedoch hauptsächlich dem Namen nach. Sie übernahm anfangs die Bodendienste an den Flughäfen des Landes und trat als Verkaufsagent für andere Eritrea anfliegende Fluggesellschaften auf. Zwischen 1998 und 2001 flog sie als Red Sea Air.
Im Mai 2002 wurde beschlossen, den operativen Flugbetrieb aufzunehmen. Zu diesem Zweck wurde im April 2003 eine geleaste Boeing 767-300ER eingeflottet. Die Flotte sollte als Nächstes mit einer fabrikneuen Boeing 757-200 ergänzt werden, stattdessen wurde im Juni 2004 jedoch eine ebenfalls geleaste Boeing 767-200ER übernommen. Mit Zielen in Ostafrika, Europa und dem Nahen Osten erreichte die Fluggesellschaft zu dieser Zeit ihr größtes Streckennetz. Weitere Expansionspläne wurden nicht mehr umgesetzt, die offizielle Webpräsenz nicht mehr aktualisiert.
Mitte 2006 verließ die Boeing 767-300ER wieder die Flotte und wurde im Dezember desselben Jahres durch einen Airbus A320-200 ersetzt, der im Wetlease durch die türkische AtlasGlobal (damals Atlasjet) betrieben wurde. Bereits im März 2007 wurde dieser wiederum durch eine Boeing 757-200 desselben Betreibers ersetzt und im Dezember 2007 schließlich durch eine McDonnell Douglas MD-83.
Die Flugziele wurden seither schrittweise reduziert, zuletzt wurde im Sommer 2009 der Flug nach Frankfurt gestrichen. Seitdem wurden nur noch vereinzelte Charterflüge durchgeführt. Am 16. Juli 2011 wurde der reguläre Betrieb jedoch nach einer umfangreichen Restrukturierung wieder aufgenommen.
Aktuell befindet sich die Fluggesellschaft auf der Liste der Betriebsuntersagungen für den Luftraum der Europäischen Union. Ein Einflug in die Europäische Union mit eigenen Flugzeugen ist ihr damit untersagt.

## Flugziele
Eritrean Airlines flog mit Stand 2012 von Asmara nach Lahore, Dubai, Dschidda, Kairo und Khartum. Im April 2012 wurde eine Verbindung nach Frankfurt gestartet, aber kurze Zeit später wieder aufgegeben. Sukzessiv sollten auch weitere Flüge aufgenommen werden.
Mit Stand November 2024 gibt es keine Flugziele.

## Flotte

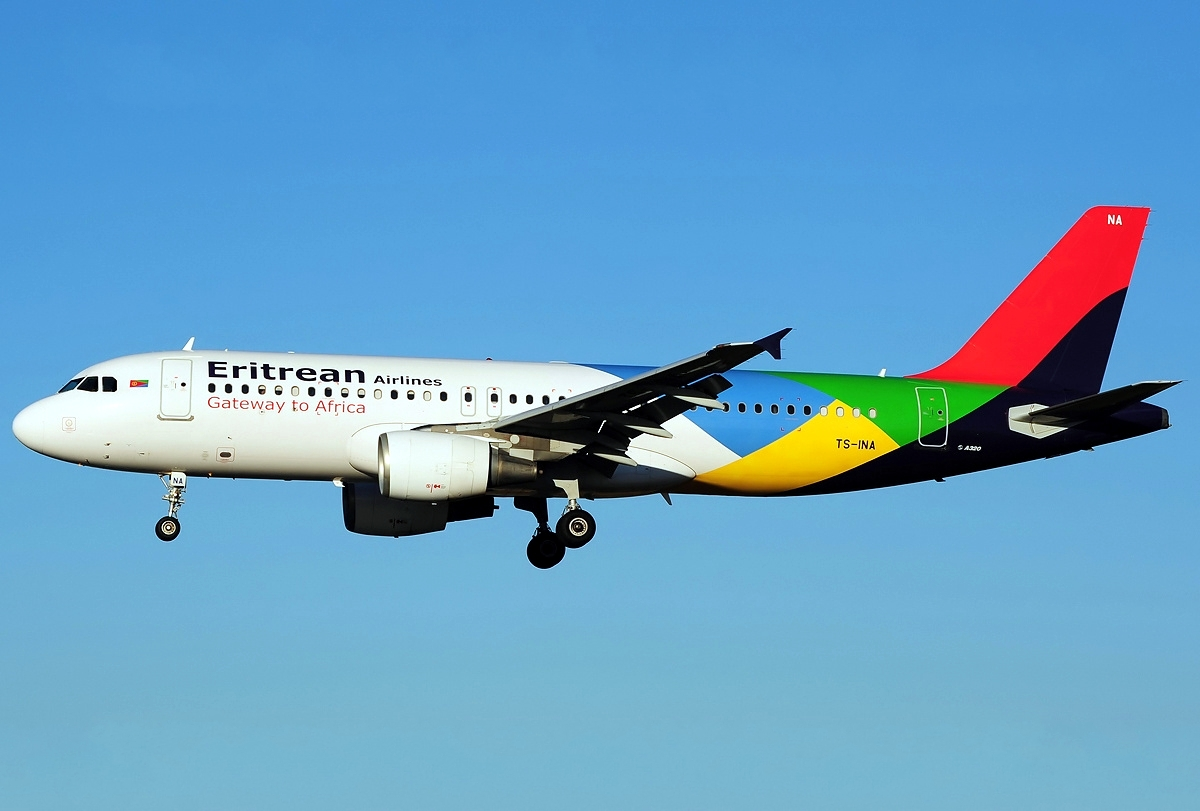
Airbus A320-200 der Eritrean Airlines

Mit Stand Februar 2024 sind keine Flugzeuge mehr auf Eritrean Airlines registriert.

### Ehemalige Flugzeugtypen
- Airbus A319-100
- Airbus A320-200
- Boeing 757-200
- Boeing 767-200ER
- Boeing 767-300ER

Weitere Flugzeugtypen wurden kurzzeitig auch von anderen Fluggesellschaften angemietet.